# Mèo Cymric
Mèo Cymric là một giống mèo nhà. Một số cơ quan đăng ký về giống của mèo chỉ xem Cymric đơn giản là một biến thể của giống mèo Manx, với bộ lông có chiều dài "nửa dài", chứ không phải là một giống riêng biệt. Ngoại trừ chiều dài của lông, trong tất cả các khía cạnh khác hai giống mèo này tương tự nhau và mèo con của một trong hai loại có thể xuất hiện trong cùng một lứa. Cái tên này xuất phát từ Cymru, một cái tên đậm chất ngôn ngữ của xứ Wales đến từ chính xứ Wales, mặc dù giống mèo này hoàn toàn không liên quan đến vùng này và cái tên này có thể được dùng để chuẩn bị cho cái tên gọi có thanh âm vùng "Celtic" cho giống mèo này. Dòng máu Manx của giống có nguồn gốc từ Mèo Isle of Man, mặc dù Canada tuyên bố đã phát triển biến thể lông dài cho giống này. Giống này được gọi là Mèo lông dài Manx hoặc một tên tương tự bởi một số cơ quan đăng ký.

## Sức khỏe
Gen làm cho Mèo Cymric và Mèo Manx có cái đuôi bất thường cũng có thể làm chúng tử vong. Mèo con thừa hưởng việc sao chép hai gen thiếu đuôi chết trước khi sinh và được tái hấp thu trong bụng mẹ. Vì tỉ lệ mèo con thừa hưởng gen lỗi này chiếm khoảng 25% tổng số mèo con của một lần mang thai của mèo mẹ, những lứa đẻ của giống mèo này thường rất ít. Ngay cả những con mèo thừa hưởng chỉ có một bản sao của gen có thể mắc phải hội chứng bệnh gọi là hội chứng Manx.
Sau khi nghiên cứu di truyền được cập nhật, cả ACF và GCCF áp đặt các hạn chế đặc biệt về giống Manx (bao gồm cả mèo Cymric, tuy nhiên chúng được đặt tên và phân loại) vì lý do an toàn động vật.